# دانشگاه اموری
دانشگاه اموری (به انگلیسی: Emory University) یک دانشگاه تحقیقاتی خصوصی در آتلانتا واقع در ایالت جورجیا آمریکا است که در سال ۱۸۳۶ میلادی تأسیس شده است.
جیمی کارتر و دالای لاما عضو هیئت علمی این دانشگاه بوده‌اند. این دانشگاه در سال ۲۰۲۰ رتبه ۲۱ دانشگاه‌های آمریکا، و رتبه ۷۳ را در دنیا را حائز شده است. این دانشگاه به کلیسای متدیست وابستگی مذهبی دارد. این دانشگاه به‌خصوص در حیطهٔ علوم پزشکی و زیست‌فناوری از معتبرترین دانشگاه‌های آمریکا و جهان به‌حساب می‌آید، به‌طوری‌که در سال ۲۰۲۰ دانشکده مهندسی زیست‌فناوری این دانشگاه رتبه دوم را پس از دانشگاه جانزهاپکینز و پیش از دانشگاه ام‌آی‌تی در ایالات متحده دارد. در سال ۲۰۰۸، دانشکده پزشکی این دانشگاه در رتبهٔ ۲۰ ایالات متحده، و در رتبهٔ ۲۷ جهانی قرار داشت.

## نگارخانه

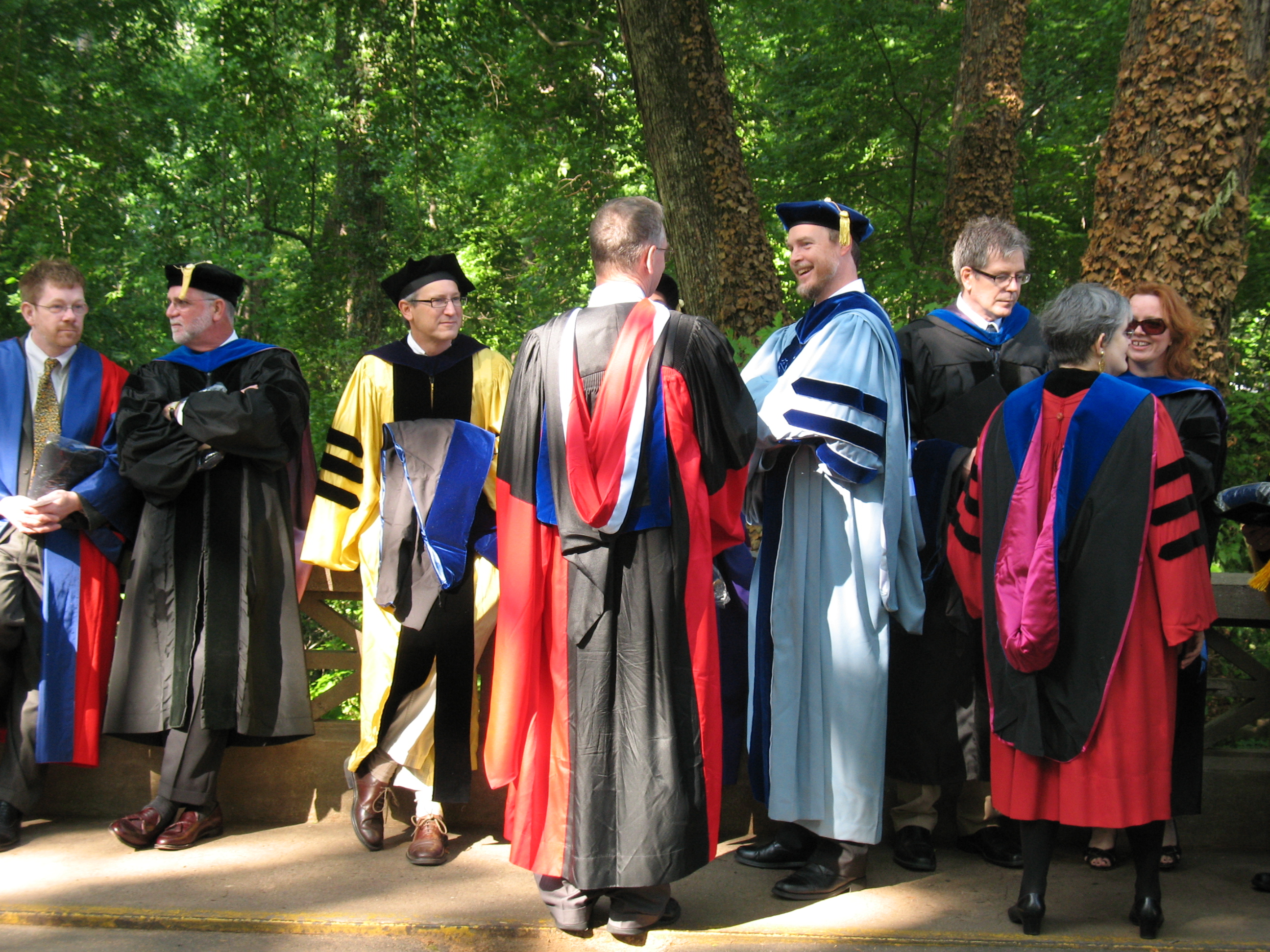
مراسم فارغ التحصیلی دریافت کنندگان مدارج دکترای سال ۲۰۰۸ این دانشگاه
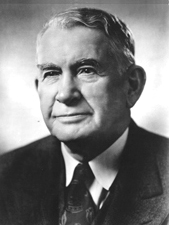
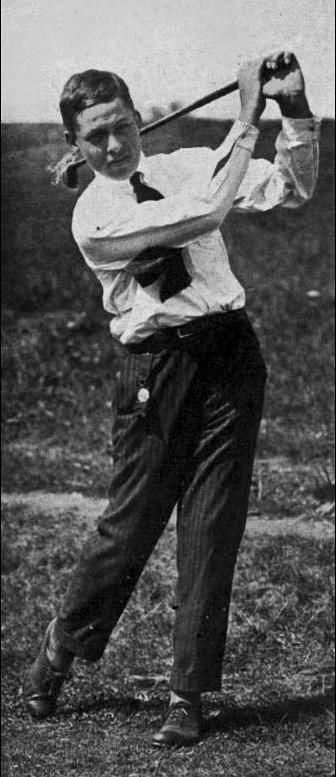
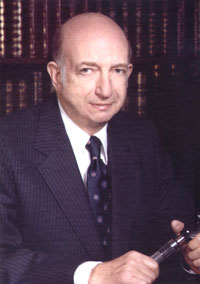
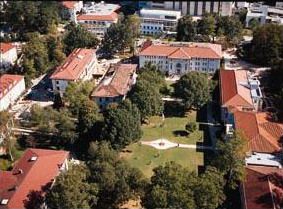